# 約翰·赫維留
約翰·赫維留斯（拉丁語：Johannes Hevelius，德語：Johann Hewelke或Johannes Hewel，波兰語：Jan Heweliusz，1611年1月28日—1687年1月28日）是波兰天文学家，并在波蘭－立陶宛聯邦曾任但澤（即格但斯克）市长。作為一名天文學家，他獲得了「月球地形學創始人」的美譽，並描述了十個新星座，其中七個至今仍被天文學家使用。

## 生平

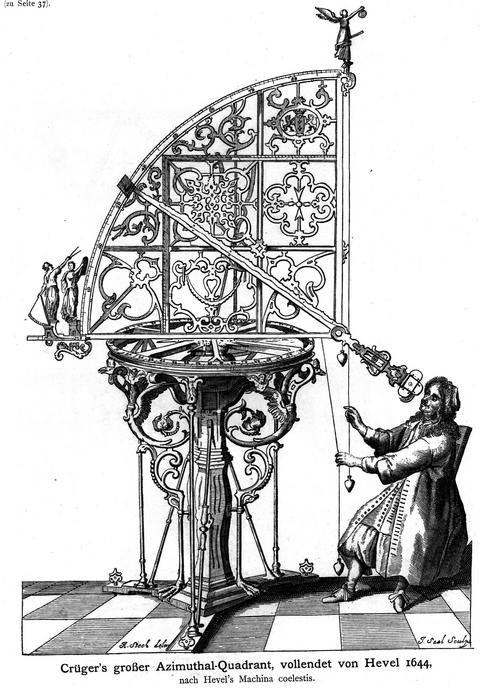
Crüger的方位象限仪，由赫維留斯所绘

赫維留出生於格但斯克，父母是說德語的路德教徒，家庭背景是波西米亚裔的富裕啤酒酿造商。當赫維留還是個小男孩時，就被送到格但斯克 (Gondecz) 學習波蘭語。
赫維留在彼得·克魯格(Peter Crüger) 的指導下完成文理中学(中學)學業後，於1630年在荷兰莱顿学习法律，然後遊學英国和法国，結識了皮埃尔·伽桑狄(Pierre Gassendi)、马兰·梅森(Marin Mersenne)、 與阿塔納奇歐斯·基爾學(Athanasius Kircher)。
1634年回到故乡，次年与小两岁的邻居女子Katharine Rebeschke结婚。1636年加入啤酒酿造行会，并于1643年后成为其领导人。1651年成为市议会议员（Ratsherr），后来又成为市长。他终生在格但斯克的市政管理中占据领导地位。
但在1639年以后，他的主要兴趣转向天文学。1641年，他在自己相连的三幢房子房顶上建了一个天文台，后来自己还建造了一台焦距45米的无筒望远镜。
于1642-1645年观察太阳黑子，花了四年时间记录月球的表面地形，发现了月球经度方向的天平动并于1647年发表在自己的书《Selenographia sive Lunae Descriptio》中。赫維留因此被称为“月球地形研究的创始人”。
于1652, 1661，1672和1677年分别发现了4颗彗星，并猜测这些天体是沿椭圆轨道绕太阳运行的。1661年的彗星很可能是2002年找到的池谷·張彗星。
妻子于1662去世。次年续娶一位商人的女儿Elisabeth Koopmann，与她生了4个孩子。在他死后她出版了他的两本著作。
1679年9月26日的一场火灾烧毁了他的天文台、仪器和书籍。他连忙抢修，以赶着观测1680年12月的大彗星（C/1680 V1）。但这次火灾的惊吓损害了他的健康，于1687年生日那天去世。
1683年末，为了纪念维也纳保卫战的胜利，他把新创立的一个星座取名盾牌座，拉丁文Scutum Sobiescianum的意思是波兰国王约翰三世的盾牌。

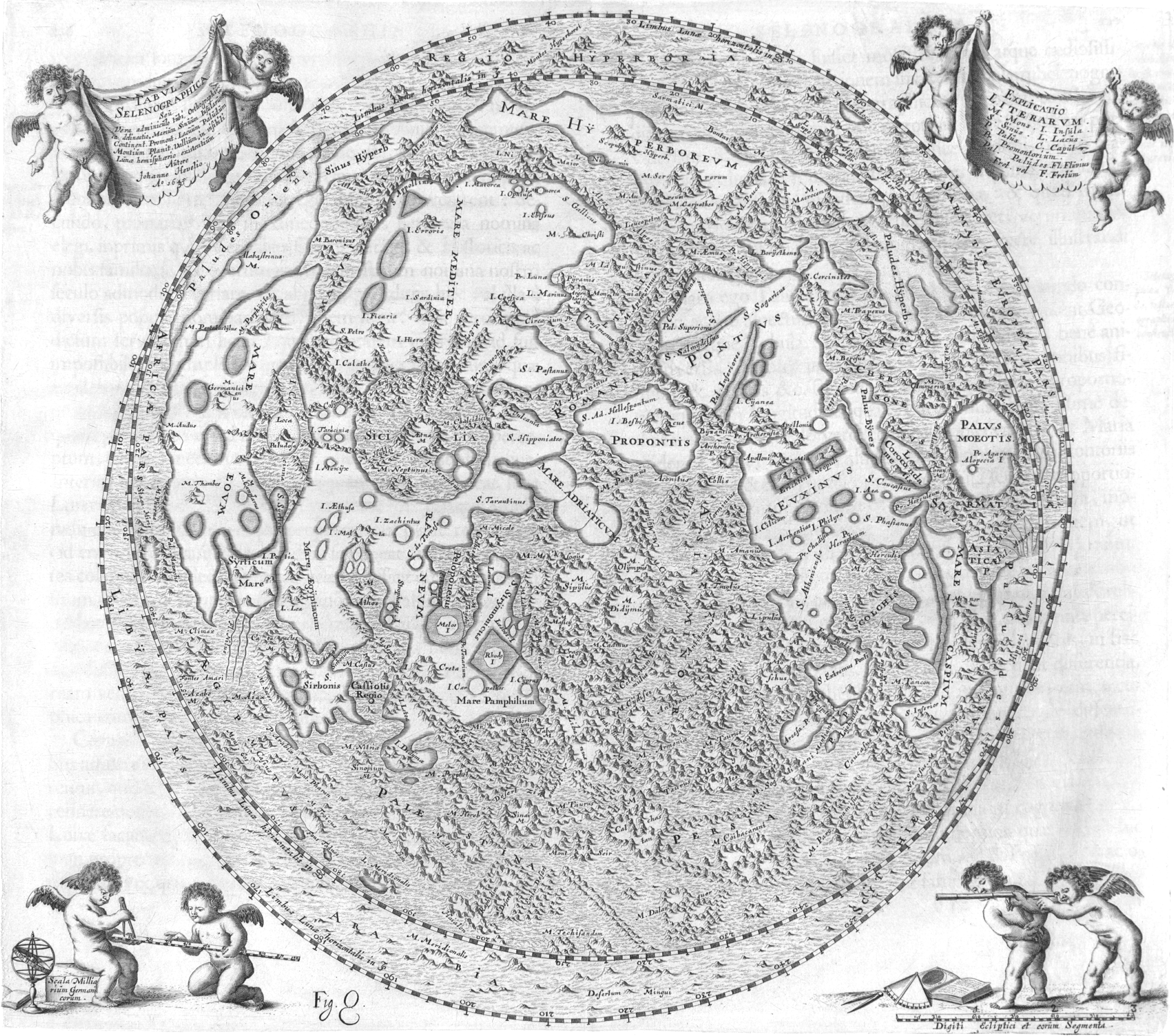
赫維留斯绘制的月球地图

赫維留斯的著作都在自己家里印制，并亲自设计了很多版画插图。

## 著作
- Historiola Mirae (1662)，包括他对鯨魚座ο星(芻蒿增二)的观察。
- Prodromus cometicus (1665)
- Cometographia (1668)
- Machina coelestis (第一部分, 1673), 描述他的仪器; 第二部分大多数印本在1679年的火灾中被烧毁，今天已经罕见。
- Annus climactericus (1685), 提到了1679年的火灾，包括他对变星Mira的观测。
- Prodromus astronomiae (1690), 去世后出版的星表，包括1564颗星。但他坚持用旧式的系统而忽略望远镜和象限仪（quadrants）的观察，使得其科学价值受损。
- Firmamentum Sobiescianum (1690), 又称《赫維留斯星图》，共56页，伴随上面的星表。该星图中的7个新星座是现在88星座之中，另有几个今天已被废弃。